# Mutter, erzähl von Adolf Hitler!

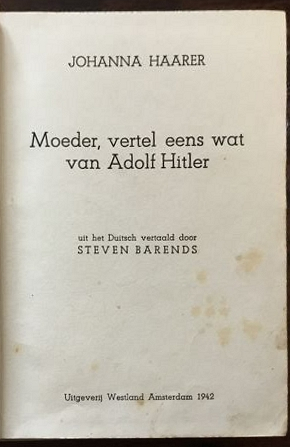
Übersetzung ins Niederländische von 1942

Mutter, erzähl von Adolf Hitler! Ein Buch zum Vorlesen, Nacherzählen und Selbstlesen für kleinere und größere Kinder von Johanna Haarer aus dem Jahr 1939 ist ein nationalsozialistisches Vorlesebuch. Es gilt als ein „besonders drastisches Beispiel für antisemitische Propaganda“. Es ist als Märchen aufgemacht und diente bei der Erziehung im Nationalsozialismus zur frühen Indoktrinierung von Kindern mit Feindbildern.

## Vorgeschichte
Die Ärztin und Autorin Johanna Haarer wurde 1934 durch den Ratgeber Die deutsche Mutter und ihr erstes Kind, der in bereinigter Fassung und mit leicht verändertem Titel noch bis in die 1990er Jahre auf dem Markt blieb, bekannt. Nach weiteren nationalsozialistisch geprägten Ratgebern folgte 1939 dieses von der NSDAP in Auftrag gegebene Propagandabuch. Es erschien im J. F. Lehmanns Verlag.

## Inhalt
In der idyllisch wirkenden Rahmenhandlung wird eine Mutter, die gerade etwas flickt, von ihren Kindern – zwei Jungen und einem Mädchen –, von denen nur eines schon zur Schule geht, darum gebeten, eine Geschichte zu erzählen. Statt eines Märchens erzählt sie ihnen vom „alten Deutschen Reich“. Darauf inszeniert die Autorin erst negative Vorurteile gegenüber Juden und anderem „Gesindel“ und später Adolf Hitler, den „Übervater“, als Retter vor diesen. Am Ende wird als Lehre der Geschichte zum Eintritt in die Hitlerjugend bzw. in den Bund Deutscher Mädel aufgerufen.
Die psychologische Beziehung zwischen Mutter und Kindern wird in der Erzählsituation genutzt: Während die angenehme allwissende Erzählerin polarisierende Gefühle weckt, bildet Haarer über die Aussprüche der Kinder ihre „Wahrheit“. So legt sie den Kindern die Forderung nach einer Vertreibung der Juden in den Mund. Im Text wiederholt sich die angebliche Andersartigkeit zwischen gegensätzlich konstruierten Familien: auf der einen Seite die guten, opferbereiten, ehrlichen deutschen Schmitthammers, auf der anderen die bösen, egoistischen, hinterhältigen jüdischen Veilchensteins. Ihnen werden aus dem Munde der Mutter die als typisch jüdisch geltenden Stereotypen der damaligen Zeit zugeschrieben:

„Am Marktplatz gegenüber von Schmitthammers Laden war das große Tuch- und Stoffgeschäft von Veilchenstein. Ihr lacht über den komischen Namen, und wir haben als Kinder auch darüber gelacht […] In der Stadt redete man nicht schön von den Veilchensteins. Es waren keine guten Menschen, nicht ehrlich und redlich wie die Schmitthammers. […] Wir alle mochten die Veilchensteins nicht, auch die Kinder nicht. Sie sahen ganz anders aus als wir und hatten gebogene Nasen und ganz dunkles Haar. Sprach man einmal mit ihnen, so wurden sie gleich frech und machten sich wichtig. Und je länger der Krieg dauerte, desto mehr sah und hörte man von ihnen.“

Die 248 Seiten sind in 16 Kapitel unterteilt, die mit 57 Zeichnungen illustriert sind. Im Nachspann ab Seite 250 der Ausgabe von 1939 wird nicht nur für Haarers Erziehungsratgeber geworben, sondern unter anderem auch für den Titel Das deutsche Frauenantlitz von Lydia Ganzer-Gottschewski, für Das deutsche Führergesicht von Karl Richard Ganzer und für das Buch Von tapferen, heiteren und gelehrten Hausfrauen von Else Boger-Eichler.

## Rezeption
Bei der vierten Auflage 1941, also zwei Jahre nach Veröffentlichung, wurde sowohl das 41- als auch 78-tausendste Buch gedruckt. 1943 waren dann schon mehr als 500.000 Bücher verkauft.
Steven Barends (Niederländische SS), auch Übersetzer von Mein Kampf, übersetzte das Buch mit dem Titel Moeder, vertel eens wat van Adolf Hitler! ins Niederländische. Die Übersetzung wurde während der Jahre 1942 und 43 in den besetzten Niederlanden 15.000 mal verkauft und gilt deshalb als Bestseller.
Nach einer Umfrage von 1978 unter 50 im Nationalsozialismus tätigen Kindergärtnerinnen galt das Buch seinerzeit als Pflichtlektüre. In Fachzeitschriften war es erst ab dem Alter von acht Jahren empfohlen worden.